# Рота особого назначения Балтийского флота
Рота особого назначения Краснознамённого Балтийского флота (сокращённо рОСНАЗ КБФ или рОСНАЗ БФ) — воинская часть дальней разведки Балтийского флота ВМФ СССР, действовавшая во время Великой Отечественной войны; первое формирование боевых пловцов Вооружённых сил СССР. Рота существовала с 11 августа 1941 по 14 октября 1945 года, прославилась во время войны благодаря ряду диверсий против финских и немецких войск, блокировавших Ленинград, в том числе уничтожению торпедных катеров 10-й итальянской флотилии MAS и обнаружению подлодки U-250.

## Предпосылки к формированию
Предшественниками боевых водолазов ВМФ СССР являются диверсанты, которые участвовали в учениях на Тихоокеанском флоте 22 октября 1938 года. В ходе учений им предстояло выбраться через торпедный аппарат подводной лодки, перерезать противолодочную сеть в бухте Улисс, затем выйти скрытно на берег, провести показательные диверсионные действия и вернуться на лодку Щ-112 на грунте. Диверсанты успешно справились с заданием, используя лёгкое водолазное снаряжение.
В конце июля 1941 года в связи с тяжёлым положением на Балтийском театре военных действий и приближением немцев к Ленинграду разведывательный отдел штаба Балтийского флота (РО ШБФ) создал семь разведотрядов на нескольких направлениях, но после смыкания кольца блокады города единственным способом тыловой разведки стал морской путь, высадка разведчиков морским путём с использованием водолазного снаряжения. Контр-адмирал Ф. И. Крылов предложил создать специальное разведывательное формирование из водолазов, личный состав которого сможет выходить в тыл немецких войск и их сателлитов с использованием легководолазного снаряжения и не будет переведён в пехотные части. Предложение одобрил заместитель наркома ВМФ и представитель СВГК адмирал И. С. Исаков.

## Образование и командный состав
11 августа 1941 года приказом наркома ВМФ № 72 была образована рота особого назначения разведотдела Краснознамённого Балтийского флота, положившая начало существованию специальной разведки ВМФ. В целях конспирации роту решили называть ротой подводников ЭПРОНа. В качестве места дислокации РОН была выбрана средняя школа на острове Голодай (остров Декабристов) — это было четырёхэтажное здание, из окон которого во время войны торчали десятки железных труб от «буржуек», в связи с чем здание прозвали «сорокатрубным». Подготовку личного состава планировалось проводить в помещениях ВММА и ЭПРОНа. По регламенту рота насчитывала 146 штатных единиц и была укомплектована краснофлотцами и водолазами, прошедшими специальную подготовку в ВММА и ЭПРОНе.
Командиром роты был назначен водолаз ЭПРОН лейтенант И. В. Прохватилов: контр-адмирал Крылов просмотрел десятки личных дел, прежде чем остановился на кандидатуре Прохватилова. Должность заместителя командира роты по политической части (политрука) был назначен А. Ф. Маценко, а для руководства и консультаций в командование был включён военврач 1-го ранга И. И. Савичев. Инструкторский состав был назначен в роту из учебного отряда подводного плавания (УОПП) имени Кирова. 7 сентября 1941 рота особого назначения была передана РО ШБФ с непосредственным подчинением заместителю начальника разведотдела по агентурной разведке капитану 3-го ранга Л. К. Бекренёву. Хотя по регламенту личный состав роты должен был насчитывать 146 человек (в том числе 11 водолазов-разведчиков), фактически численность роты не превышала 119 человек одновременно: полная комплектация не осуществлялась никогда, а с 1944 года размер роты был сокращён до 104 человек.

## Подготовка и обучение личного состава
Костяк роты составили водолазы Выборгской школы водолазов и моряки 1-й особой бригады морской пехоты БФ — известно, что ещё в мае 1940 года 43 бойца из личного состава 1-й особой бригады морской пехоты прошли подготовку по выходу из подводной лодки «Правда» в подводном положении, которой руководили полковники И. И. Савичев и Н. К. Кривошеенко (подготовка прошла в порту Ораниенбаума). В роте служили и добровольцы из Балтийского флотского экипажа. Среди военнослужащих роты были как минимум две женщины — Эстер Самойловна Гельбаум и Галина Галич. В штате роты номинально должны были быть четыре автомобиля, мотоцикл и три лёгких сторожевых катера типа КМ-Ш, но на деле у роты были всего три автомашины и рейдовый катер К-ЗИС-12. До января 1943 года в состав роты входили пять боевых и один учебный взводы, а позже состав сократили до двух боевых и одного хозяйственного взводов. Дислокацию роты изменили решением НК ВМФ от 15 марта 1945 года, переведя роту в посёлок Какумяэ под Таллином.
Лейтенант Прохватилов занялся обучением своих подчинённых легководолазному делу при помощи заместителя командира по политической части А. Ф. Маценко. Перед командиром была поставлена задача подготовить личный состав роты в течение 30 суток: бойцы должны были научиться форсировать водные преграды глубиной до 20 м и шириной до 1 км, освоить стрелковое оружие, приёмы рукопашного боя и использования взрывчатых веществ. Однако обучение осложнялось тем, что в подразделение шли добровольцы, которые не только не имели опыта работы под водой, но даже не прошли медицинскую комиссию. В период с 31 июля по 25 августа 1941 года по состоянию здоровья из роты было отчислено более 80 человек, ещё не менее 50 человек не прошли мандатную комиссию. В дальнейшем новобранцы приобретали опыт сугубо в ходе боевых операций. Прохватилов рассказывал, что в первый год ему по телефону поступали распоряжения то немедленно передать личный состав роты для укомплектования стрелкового полка, то не допускать перевода водолазов в другие части. В итоге Прохватилову пришлось обрезать телефонный провод, чтобы ему не поступали подобные противоречащие друг другу сообщения.
В годы войны командир роты особого назначения Прохватилов вместе с Николаем Никитиным и Борисом Колмогоровым разработали маскировочный воздушный водолазный мешок, который активно использовался разведчиками. Благодаря подобным мешкам разведчики имели возможность располагаться в непосредственной близости от противника и вести за ним наблюдение. Ряд иных изобретений Колмогорова, предназначенных для водолазов, нашёл практическое применение у роты особого назначения.

## Боевые действия по годам

### 1941
В конце августа — начале сентября 1941 года на Карельском перешейке выборгская группировка советских войск оказалась в окружении. Финны закрыли выход из порта в море, заняв один из островов. Рота особого назначения получила приказ очистить остров от превосходящего по численности противника и скрытно выдвинулась в район Выборга, наблюдая за островом более двух суток. Однако 50 водолазов в бой так и не вступили, поскольку финны сами оставили остров перед десантом. Н. К. Никитин с 22 по 26 сентября 1941 года пять раз ходил в разведку, сообщив важную информацию о расположении укреплений, артиллерийских и миномётных батарей, дважды выполнял операции в районе завода «Пишмаш», руководил разведгруппой по розыску и уничтожению катеров в районе Стрельны, а также операцией на острове Рухну.
Согласно воспоминаниям Н. С. Фрумкина, 23 сентября в 1:45 ночи Фрумкин и командир роты Прохватилов с 32 разведчиками вышли из Осиновецкой гавани на двух катерах при 6-балльном ветре, чтобы облегчить задачу для высадки основных десантных сил, участвовавших в Шлиссельбургском десанте. В 4 часа утра десантники сошли в воду и двинулись к берегу, высадившись в 3 км западнее деревни Липки и в 6 км от Шлиссельбурга. Разведка установила, что в нескольких метрах находилась вражеская батарея: отряд замаскировался и стал ожидать вечера, подавая в сторону озера условные сигналы с помощью фонаря, чтобы обозначить место высадки. Пробыв двое суток при отсутствии связи, на рассвете третьих суток разведотряд с боем перешёл линию фронта в районе Южных Липок: в ходе прорыва отряд потерял три человека убитыми и 10 ранеными, а в самом бою моряки уничтожили 70 немецких солдат, не менее 10 пулемётных гнёзд и два миномёта. Всех участников этой высадки представили к наградам, но операция в целом успеха не имела: многие из участников основной высадки погибли в боях с немцами, а всего в ходе десанта погибло около 30 водолазов-разведчиков.
В октябре того же года А. Н. Корольков, возглавлявший группу разведчиков, высадился в тылу противника в районе Петергофа, где добыл ценные сведения по укреплению прибрежной полосы Финского залива. В ноябре он же во главе другой группы вышел в глубокий тыл противника для разрушения коммуникаций в районе Кингисеппа. Корольков в водолазном костюме перевозил через реки на себе поочерёдно группу из 30 человек: личный состав взорвал несколько мостов, шоссе, телеграфных и телефонных линий связи. В декабре группа продолжила наблюдение за немецкими войсками в районе Петергофа, добыв ценные сведения. Той же зимой часть личного состава РОН была направлена на разведку и прокладку маршрута Дороги жизни по Ладожскому озеру, что удалось выполнить за двое суток. С момента функционирования и вплоть до снятия блокады разведчики постоянно поднимали затонувшие грузовики и баржи.

### 1942
Весной 1942 года в Роту особого назначения был зачислен юнга Владимир Евстигнеев, дослужившийся до звания капитана 1-го ранга. Владимир занимался разведывательной деятельностью, поскольку обладал отличным зрением и памятью. Благодаря своей настойчивости Евстигнеев добился того, что Прохватилов стал его брать с собой на задания, а сам за свою наблюдательность удостоился прозвища «Вперёдсмотрящий». Во время одной из операций Володя Евстигнеев получил распоряжение отыскать диверсанта, отправленного немцами для розыска дислокации роты и подготовки авианалёта. Владимир нашёл разведчика на территории бывшей табачной фабрики имени Урицкого, однако к моменту прибытия разведки диверсант скрылся, оставив автомат и ракетницу с запасом ракет. Несколько позже диверсанта схватили.
Осенью того же года Рота особого назначения была отправлена в Петергоф для подготовки к отражению очередной атаки: по данным Балтфлота, в Финский залив перебрасывались новые немецкие и итальянские быстроходные радиоуправляемые катера, начинённые взрывчаткой и предназначенные для уничтожения крупных кораблей и портовых сооружений. В сентябре 1942 года воздушная разведка обнаружила, что немцы восстанавливают разрушенный причал в гавани Нижнего парка Петергофа, и туда направили три группы РОН. Разведка обнаружила, что немцы вывезли все скульптуры из Петергофа и установили на берегу гавани средства ПВО, множество стройматериалов и военных грузов. По приказу вице-адмирала В. Ф. Трибуца причал нужно было уничтожить: артиллерийская подготовка оказалась бесполезной, и роту привлекли к уничтожению причала. Водолазы взяли морские якорные мины образца 1908 года с 300 кг взрывчатки в боевой части. Макет причала на берегу Малой Невки служил для учебных целей и подготовки к операции по подрыву причала в Петергофе.
В ноябре 1942 года разведывательно-диверсионная группа во главе с командиром А. С. Корольковым, краснофлотцами А. А. Спиридоновым и М. С. Звенцовым была направлена с заданием подорвать причал. Группа водолазов-разведчиков во главе с лейтенантом С. С. Осиповым на шлюпке пробралась на расстояние около 2 км от входа в канал, шлюпка подошла к расстоянию 300 м до причала. Водолазы ушли под воду, Корольков стал прокладывать путеводную нить, а Спиридонов и Звенцов установили мины. Подходы к причалу были завалены металлоломом. Подойдя к причалу, водолазы закрепили две мины с часовыми взрывателями, а после возвращения на шлюпку Корольков проверил взрыватели. Моряки через 2 часа добрались до Ольгино, а вскоре поступило сообщение о взрыве пристани. Восстановить её немцы больше не пытались.

### 1943
В 1943 году РО ШБФ было издано «Наставление на проведение разведывательной деятельности» — документ, регламентировавший подготовку разведчиков к планируемым операциям, подготовку сил и средств высадки и съёма, организацию взаимодействия разведывательных групп и их действия на берегу. Это позволило свести к минимуму потери среди водолазов во время боевых операций. Летом — осенью одна из крупнейших разведывательно-диверсионных операций, проведённых на западном берегу Стрельнинского канала, принесла славу водолазам. Тогда активизировались действия итальянских катеров. В течение августа-сентября бойцы РОН провели разведпоиски, а в конце сентября мичман Н. К. Никитин со своим отрядом обнаружил на западном берегу Стрельнинского канала четыре итальянских катера типа MAS. Четыре группы разведчиков подготовились к операции: 1-я должна была нарушить связь и отвлечь боем противника, 2-я — уничтожить непосредственно катера, 3-я — блокировать гарнизон охраны, 4-я — прикрыть отход. Операция состоялась в ночь с 4 на 5 октября 1943 года, и разведчики капитан-лейтенанта Прохватилова уничтожили четыре катера из 10-й флотилии MAS КВМС Италии.
Подобные разведывательные операции проводились и в следующие годы бойцами РОН: так была вскрыта система береговой обороны немецких и финских войск, определены места высадки десантов и разведывательно-диверсионных групп, а также захвачены несколько групп пленных. Операции проходили на южном и северном побережьях Финского залива, на побережье Выборгского залива, на островах Гогланд, Большой Тютерс, Рухну, а также на Чудском озере. В 1943 году группа мичмана Н. С. Кадурина накануне высадки десанта в Копорскую губу доставила весьма ценную информацию, что обеспечило проведение операции без значительных потерь.

### 1944
В ночь с 25 на 26 января 1944 года группа разведчиков из 8 человек со старшиной Н. С. Кадуриным во главе перешла линию фронта, переодевшись в немецкую форму, и направилась в Гатчину для захвата важных документов, которые хранились в одном из немецких штабов, располагавшемся в бывшем здании банка. Притворившись грузчиками, они помогли немцам загрузить ящики с документами в грузовик и тайно забрали самый большой ящик, где и хранились документы. Через час машина с разведчиками уехала в Ленинград, а на следующие сутки Прохватилов встретился с подчинёнными на окраине Гатчины в одном из домов, где ему и представили захваченные документы. Эти бумаги сыграли большую роль в планировании наступления на Гатчину. В период подготовки к наступлению в мае 1944 года рота провела ещё несколько успешных операций на северном побережье и островах Финского залива: разведка велась в белые ночи с использованием водолазного снаряжения.
В том же году силами РОН были сорваны планы Германии по обстрелу Ленинграда и ряда других советских городов самолётами-снарядами типа Фау-1. Разведка доложила о том, что немцы намеревались установить на заводе «Пишмаш» радионавигационную аппаратуру для корректировки Фау-1. После долгих наблюдений факт использования завода для подобных целей подтвердили юнга Владимир Евстигнеев и разведчик Владимир Борисов. Евстигнеев сумел найти закрытую маскировочными сетями дорогу к «Пишмашу», под которыми просматривалось перемещение крупных объектов, а Борисов с помощью оптики определил, что по дороге наладили интенсивное движение автомобилей и повозок, перевозивших некие грузы. Через несколько дней Борисов сумел пробраться к заводу под видом немецкого солдата, помогавшего доставить груз на одной из повозок. На территории завода в одном из бункеров он обнаружил, что строители монтировали блоки радиоаппаратуры и подсоединяли к ним кабели. Завод он покинул на той же повозке, на которой туда пробрался. Благодаря информации, переданной Борисовым командованию, завод «Пишмаш» был уничтожен при помощи крупнокалиберной артиллерии и авиации.
30 июля 1944 года в районе Койвисто была обнаружена и потоплена подлодка U-250: спаслись только 6 моряков во главе с командиром В. Шмидтом, взятые в плен. Место гибели лодки отметили буями, но сильный шторм сорвал их. По непонятным причинам немцы постоянно бомбили квадрат затопления субмарины при помощи береговой артиллерии и глубинных бомб. Штаб КБФ заинтересовался подобным поведением и приказал И. В. Прохватилову найти и обследовать подлодку. 10 водолазов-разведчиков и врач, старший лейтенант В. К. Власов, отправились в район поиска. На глубине 36 метров лежала субмарина, которую нашли, в том числе старший краснофлотец В. И. Зайцев на 4-й день. Разведчик С. М. Непомнящий проник внутрь подлодки и нашёл цилиндрический пенал в каюте капитана. В пенале были меркаторные карты Балтийского моря: на одной из них был размечен секретный фарватер от Свинемюнде до Ленинграда. Благодаря этой находке через несколько дней были заминированы проходы в минных полях фарватера: 17 августа на минах подорвались немецкие эсминцы T-22, T-30 и T-32. Изучив документацию подлодки, советские моряки отбуксировали лодку в Кронштадт и поставили в док. На подлодку был допущен её капитан В. Шмидт, который не только раскрыл известные ему шифры для связи с войсками, но и показал две торпеды Т-5 Zaunkönig — электрические самонаводящиеся по акустическому каналу с неконтактными взрывателями. Подобные торпеды прежде были неизвестны советским специалистам. Эту информацию предоставили Великобритании, что стало настоящим откровением для КВМС Великобритании: выяснилось, что торпеды типа Т-5 стали причиной гибели 24 эскортных кораблей из британских северных конвоев, шедших в Архангельск. Адмирал Э. Арчер попросил отправить хотя бы одну торпеду на исследование британцам, но вместо этого ему предложили снять чертежи в СССР на месте. Британцы согласились прибыть в СССР и составили на месте чертежи. Нарком ВМФ Н. Г. Кузнецов писал, что британцы ещё и лично осмотрели U-250, которую обнаружили советские водолазы.
Однако, несмотря на все успехи РОН, достигнутые её бойцами результаты показались неубедительными для командования ВМФ, а опыт боевых пловцов почти не изучался: осенью 1944 года командование публично выразило сомнения в целесообразности дальнейшего существования РОН в системе военно-морской разведки. 2 октября начальник Разведывательного управления Главного морского штаба (РУ ГМШ) контр-адмирал М. А. Воронцов направил начальнику штаба Балтийского флота контр-адмиралу А. Н. Петрову письмо, в котором предложил направить начальнику Морского генерального штаба ходатайство о расформировании РОН и передаче её имущества в ведение ЭПРОНа (а именно аварийно-спасательного отряда Балтийского флота). Воронцов утверждал, что рота лёгких водолазов уже давно не использовалась в должной мере для целей разведки. Против идеи Воронцова выступили сам начальник штаба Балтийского флота Петров, начальник РО ШБФ контр-адмирал Петров, его заместитель капитан 2-го ранга П. Д. Грищенко и собственно командир РОН капитан 3-го ранга И. В. Прохватилов. В конце октября Прохватилов направил Воронцову обращение, в котором подчеркнул важность боевых пловцов-разведчиков и предложил создать на базе РОН специальную школу лёгких водолазов-разведчиков, которая занималась бы подготовкой будущих бойцов. Письма на имя Воронцова и начальника РО ШБФ капитана 2-го ранга Г. Е. Грищенко отправил также заместитель последнего, капитан 2-го ранга подводник П. Д. Грищенко, предложивший выделить дом в посёлке Стрельна для размещения новой школы разведки. Воронцов ответил, что готов сохранить РОН при условии более активного её использования для целей разведки. За сохранение РОН выступили ещё несколько сотрудников РУ ГМШ — капитан 1-го ранга Л. К. Бекренёв, капитан 3-го ранга Д. У. Шашенков и полковник Н. С. Фрумкин. Но в итоге все их обращения так не были приняты во внимание при принятии окончательного решения.

### 1945
В сентябре — октябре 1945 года состоялась инспекция Балтийского флота при участии комиссии из Главного морского штаба ВМС. Начальник РО ШБФ капитан 1-го ранга М. Д. Куликов и начальник штаба Балтийского флота контр-адмирал А. П. Александров заключили, что иметь в мирное время разведывательные отряды наподобие РОН было нецелесообразно. Акт инспекции был утверждён и подписан начальником Главного морского штаба адмиралом И. С. Исаковым 10 октября: в соответствии с этим актом рота особого назначения подлежала расформированию. 14 октября 1945 года был подписан приказ №0580 о расформировании роты до 20 октября. Руководство РО ШКБФ собралось 20 октября для торжественного прощания с личным составом роты, а командир роты И. В. Прохватилов поблагодарил личный состав за службу во время войны и проявленные личные качества, выразив надежду, что опыт роты будет в дальнейшем использован при создании новых подразделений со схожими задачами. Личный состав водолазов-разведчиков частично был передан в состав аварийно-спасательной службы КБФ, остальные уволены в запас. Всего с 1943 по 1945 годы рота потеряла не более 10 человек убитыми и троих ранеными.

## Наследие
В ходе войны разведчики роты Н. К. Никитин, А. Н. Корольков, С. С. Осипов, Н. С. Кадурин, А. А. Спиридонов и С. А. Непомнящий разработали и применили первыми в ВМФ СССР методы проведения разведывательно-диверсионных операций с выходом к цели из-под воды. Однако опыт боевой деятельности РОН не был изучен и обобщён в достаточной мере. В частности, адмирал Исаков в июле 1946 года отказался передать в ведение ВМФ трофейные немецкие материалы на тему «Военно-морской пловец-подрывник», заявив, что опыт боевых пловцов должны использовать армейские диверсионные группы при решении задач на реках по подрыву мостов и переправ. Восстановление водолазных отрядов произошло только в 1950-е годы: сначала 29 мая 1952 года вице-адмирал Николай Кузнецов утвердил «План мероприятий по усилению разведки ВМС», представленный контр-адмиралом Леонидом Бекренёвым и содержавший проблему создания спецчастей. 24 января 1953 года министр подтвердил необходимость создания на флотах отдельных морских разведывательных дивизионов. Директивой начальника МГШ ВМС СССР от 24 июня 1953 года в составе Черноморского флота появился морской разведывательный пункт численностью 73 человека — подразделение подводных диверсантов под командованием капитана 1-го ранга Евгения Яковлева, а позже подобные подразделения появились на Балтийском и Северном флотах.

## Комментарии
1. ↑  Известны имена девяти участников подготовки — Осипов Сергей Семенович, Кадурин Николай Степанович, Боровиков Лев Васильевич, Фролов Павел Феоктистович, Трапезов Василий, Пронозин Иван Семёнович, Буряк Игнат Васильевич, Кабанов, Гнилицкий[7].